# High and Dizzy
High and Dizzy is een korte stomme film uit 1920 onder regie van Hal Roach.

## Rolverdeling
| Acteur        | Personage  |
| ------------- | ---------- |
| Harold Lloyd  | The Boy    |
| Mildred Davis | The Girl   |
| Roy Brooks    | His Friend |
| Wallace Howe  | Her Father |